# Tritanopia

Espectro que visualiza una persona con tritanopia.

La tritanopia es una disfunción visual relacionada con la percepción del color.
Consiste en la carencia de sensibilidad al color azul, denominada también dicromacia azul.
Se trata de una de las alteraciones de la visión cromática menos frecuentes y se produce cuando los tritaconos, es decir los conos que captan la porción azul del espectro visible, experimentan una pérdida de actividad.
Las personas afectadas de tritanopia sufren una mayor pérdida en la percepción del espectro que aquellas que poseen deuteranopia o protanopia.